# Pressione negativa
La pressione negativa si trova in alcune teorie della fisica, come quelle che trattano l'energia oscura o la massa negativa. Questa pressione risulta essere una forza antigravitazionale.
È interpretata erroneamente come pressione minore di quella dell'atmosfera: il significato reale è la differenza di pressione tra una regione ad alta pressione e una a bassa pressione.
Una stanza con una pressione minore di quelle che la circondano, causa un brusco spostamento d'aria verso di sé quando una porta o finestra sono aperte. Questo sistema è solitamente usato in ospedale per mettere in quarantena persone afflitte da malattie contagiose o mortali. Sempre in ambito medico, nella cavità pleurale regna una pressione negativa, la quale è fondamentale per l'aumento di volume (e conseguente diminuzione della pressione secondo la legge dei gas ideali) dei polmoni in seguito a un'espansione del torace nell'inspirazione.
Grandi differenze di pressione si trovano anche nelle condutture sottomarine dove la profondità dell'ambiente produce una tale pressione esterna che ogni spandimento vedrebbe acqua entrare nelle tubature, non il contenuto di queste uscite.
La pressione negativa è l'opposto di quella positiva, la quale è la forza che comprime da tutte le direzioni un oggetto quando questo è immerso in un fluido, quindi una pressione negativa vuole che ci sia una compressione negativa e dunque un'espansione quando un corpo ne è sotto l'effetto.
La pressione esterna diventa nulla in un ambiente completamente vuoto.
| Controllo di autorità | GND (DE) 4336946-7 |